# Barsinghausen
Barsinghausen è una città di 34 327 abitanti, della Bassa Sassonia, in Germania.

Appartiene alla regione di Hannover (targa H).
Barsinghausen si fregia del titolo di "Comune indipendente" (Selbständige Gemeinde).

## Amministrazione

### Frazioni
Bantorf, Barrigsen, Eckerde, Egestorf, Göxe, Großgoltern, Groß Munzel, Hohenbostel, Holtensen, Kirchdorf, Landringhausen, Langreder, Nordgoltern, Ostermunzel, Stemmen, Wichtringhausen, Winninghausen.

### Gemellaggi
Barsinghausen è gemellata con quattro località:
- Brzeg Dolny
- Kovel'
- Mont-Saint-Aignan
- Wurzen